# Карл Вилхелм (Баден-Родемахерн)
Карл Вилхелм Ойген фон Баден-Родемахерн (на немски: Karl Wilhelm Eugen von Baden-Rodemachern; * 1627; † 4 ноември 1666) е последният маркграф на Маркграфство Баден-Родемахерн (1665 – 1666).

## Биография
Той е най-възрастният син на маркграф Херман Фортунат фон Баден-Родемахерн (1595 – 1665) и първата му съпруга Антония Елизабет фон Крихинген († 1635), дъщерая на граф Христоф фон Крихинген.
Карл Вилхелм става камерхер при немския крал Фердинанд IV и домхер на катедралния капител в Кьолн. След смъртта на баща му на 4 януари 1665 г. става маркграф на Баден-Родемахерн. По това време маркграфството е окупирано от французите.
Карл Вилхелм умира неженен на 4 ноември 1666 г. Наследен е от Вилхелм фон Баден-Баден.